# أفيت بارسيغيان
أفيت بارسيغيان (باللغة الأرمينية: Ավետ Բարսեղյան) هو كاتب أغاني ومقدم تلفزيوني أرمني.

## روابط خارجية
- أفيت بارسيغيان على موقع IMDb (الإنجليزية)